# Wilhelmus van de Kerkhof
Wilhelmus van de Kerkhof (Helmond, Brabant del Nord, 16 de setembre, 1951), més conegut com a Willy, és un exfutbolista neerlandès.
Willy, juntament amb el seu germà bessó René, formà part de la selecció de futbol dels Països Baixos que impressionà a les copes del Món de 1974 i 1978, on s'assoliren dues segones posicions. En total va jugar 63 partits amb la selecció on marcà cinc gols. Pel que fa a clubs, defensà els colors del FC Twente i el PSV Eindhoven amb els quals jugà més de 500 partits en total. Fou nomenat per Pelé com un dels 100 futbolistes vius més importants el març del 2004.